# Aloe alexandrei
Aloe alexandrei là một loài thực vật có hoa trong họ Măng tây. Loài này được Ellert mô tả khoa học đầu tiên năm 2006.